# Hitturu, Shimoga
Hitturu là một làng thuộc tehsil Shimoga, huyện Shimoga, bang Karnataka, Ấn Độ.